# Vézézoux
Vézézoux est une commune française située dans le département de la Haute-Loire en région Auvergne-Rhône-Alpes.
Vézézoux est un petit village situé à la limite des départements de la Haute-Loire et du Puy-de-Dôme. On y a une belle vue sur le Massif central et les monts d'Auvergne.
Vézézoux fait partie de ce que l'on nomme encore le Bassin minier bien que les mines de charbon de la région ne soient plus exploitées depuis 1978. Une ancienne usine de traitement du charbon au bord de la rivière Allier, dans le bas du village témoigne de cette partie de l'histoire.
Ces dernières années, sa population augmente en même temps que la construction des maisons neuves. Pour autant, l'activité économique du village (commerces, entreprises, etc.) n'évolue pas vraiment.

## Géographie
Vézézoux est le lieu le plus bas du département de la Haute-Loire, avec 393 m d'altitude.

### Localisation
La commune de Vézézoux se trouve dans le département de la Haute-Loire, en région Auvergne-Rhône-Alpes.
Elle se situe à 72 km par la route du Puy-en-Velay, préfecture du département, à 15 km de Brioude, sous-préfecture, et à 5 km de Sainte-Florine, bureau centralisateur du canton de Sainte-Florine dont dépend la commune depuis 2015 pour les élections départementales.
Les communes les plus proches sont :
Brassac-les-Mines (1,8 km), Sainte-Florine (2,3 km), Auzon (2,4 km), Saint-Jean-Saint-Gervais (2,6 km), Jumeaux (3,1 km), Frugerès-les-Mines (3,7 km), Vergongheon (4,2 km), Charbonnier-les-Mines (5,0 km).
|                               | Jumeaux Puy-de-Dôme |                                      |
| Brassac-les-Mines Puy-de-Dôme | Vézézoux            | Saint-Jean-Saint-Gervais Puy-de-Dôme |
| Vergongheon                   |                     | Auzon                                |

### Climat
Pour des articles plus généraux, voir Climat d'Auvergne-Rhône-Alpes et Climat de la Haute-Loire.
En 2010, le climat de la commune est de type climat océanique dégradé des plaines du Centre et du Nord, selon une étude du Centre national de la recherche scientifique s'appuyant sur une série de données couvrant la période 1971-2000. En 2020, Météo-France publie une typologie des climats de la France métropolitaine dans laquelle la commune est exposée à un climat de montagne ou de marges de montagne et est dans la région climatique Nord-est du Massif Central, caractérisée par une pluviométrie annuelle de 800 à 1 200 mm, bien répartie dans l’année.
Pour la période 1971-2000, la température annuelle moyenne est de 11 °C, avec une amplitude thermique annuelle de 16,7 °C. Le cumul annuel moyen de précipitations est de 671 mm, avec 8 jours de précipitations en janvier et 6,5 jours en juillet. Pour la période 1991-2020, la température moyenne annuelle observée sur la station météorologique de Météo-France la plus proche, « Fontannes », sur la commune de Fontannes à 14 km à vol d'oiseau, est de 11,4 °C et le cumul annuel moyen de précipitations est de 611,9 mm,. Pour l'avenir, les paramètres climatiques de la commune estimés pour 2050 selon différents scénarios d'émission de gaz à effet de serre sont consultables sur un site dédié publié par Météo-France en novembre 2022.

## Urbanisme

### Typologie
Au 1er janvier 2024, Vézézoux est catégorisée commune rurale à habitat dispersé, selon la nouvelle grille communale de densité à sept niveaux définie par l'Insee en 2022.
Elle appartient à l'unité urbaine de Brassac-les-Mines, une agglomération inter-départementale regroupant six  communes, dont elle est une commune de la banlieue,,. Par ailleurs la commune fait partie de l'aire d'attraction d'Issoire, dont elle est une commune de la couronne,. Cette aire, qui regroupe 53 communes, est catégorisée dans les aires de moins de 50 000 habitants,.

### Occupation des sols
L'occupation des sols de la commune, telle qu'elle ressort de la base de données européenne d’occupation biophysique des sols Corine Land Cover (CLC), est marquée par l'importance des forêts et milieux semi-naturels (58,1 % en 2018), en augmentation par rapport à 1990 (56,5 %). La répartition détaillée en 2018 est la suivante :
forêts (58,1 %), prairies (24,9 %), terres arables (8,6 %), zones urbanisées (8,5 %). L'évolution de l’occupation des sols de la commune et de ses infrastructures peut être observée sur les différentes représentations cartographiques du territoire : la carte de Cassini (XVIIIe siècle), la carte d'état-major (1820-1866) et les cartes ou photos aériennes de l'IGN pour la période actuelle (1950 à aujourd'hui).

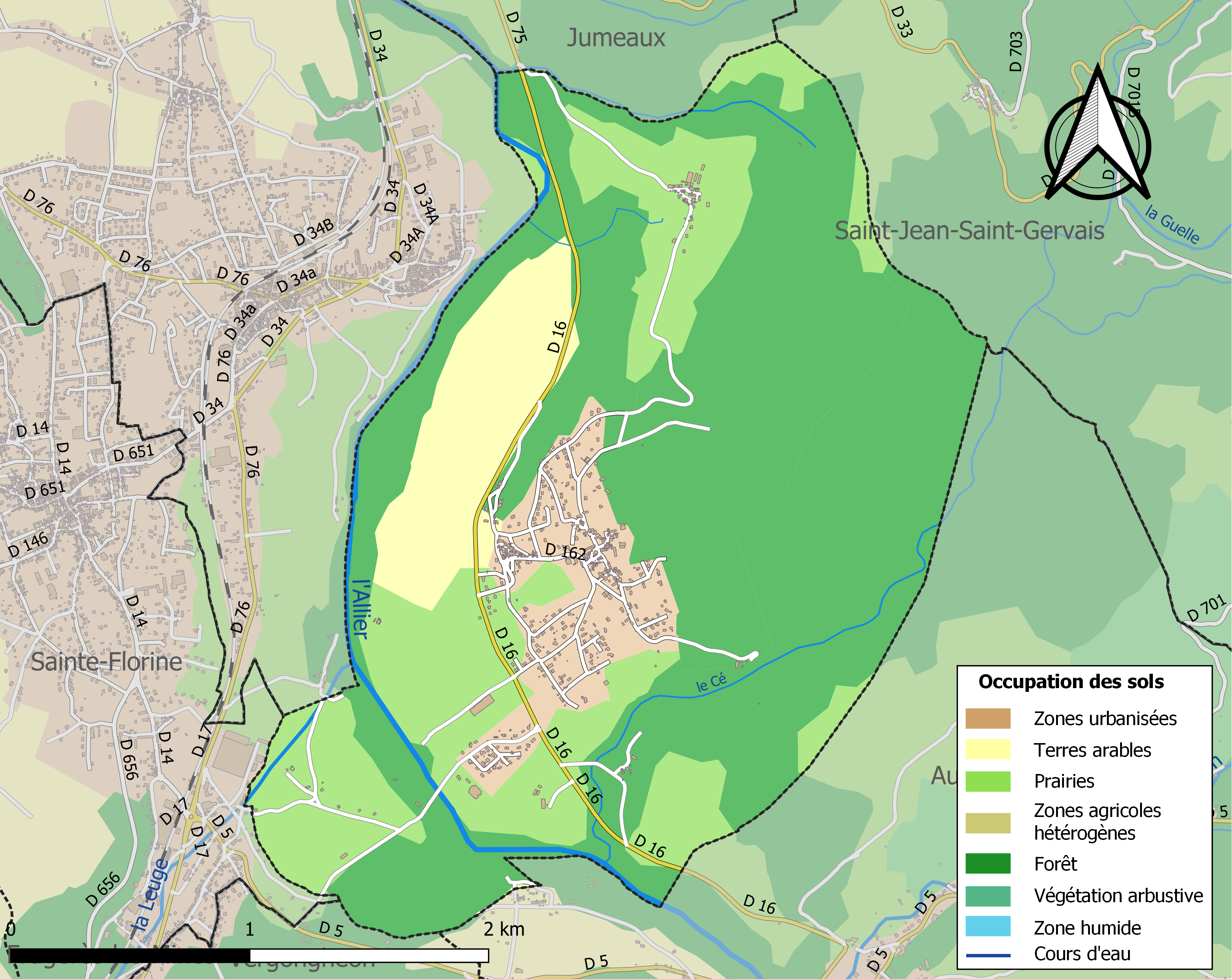
Carte des infrastructures et de l'occupation des sols de la commune en 2018 (CLC).

### Habitat et logement
En 2018, le nombre total de logements dans la commune était de 303, alors qu'il était de 289 en 2013 et de 260 en 2008.
Parmi ces logements, 81,3 % étaient des résidences principales, 8,5 % des résidences secondaires et 10,2 % des logements vacants. Ces logements étaient pour 99 % d'entre eux des maisons individuelles et pour 1 % des appartements.
Le tableau ci-dessous présente la typologie des logements à Vézézoux en 2018 en comparaison avec celle de la Haute-Loire et de la France entière. Une caractéristique marquante du parc de logements est ainsi une proportion de résidences secondaires et logements occasionnels (8,5 %) inférieure à celle du département (16,1 %) mais supérieure à celle de la France entière (9,7 %). Concernant le statut d'occupation de ces logements, 87,9 % des habitants de la commune sont propriétaires de leur logement (87,4 % en 2013), contre 70 % pour la Haute-Loire et 57,5 pour la France entière.
| Typologie                                               | Vézézoux | Haute-Loire | France entière |
| ------------------------------------------------------- | -------- | ----------- | -------------- |
| Résidences principales (en %)                           | 81,3     | 71,5        | 82,1           |
| Résidences secondaires et logements occasionnels (en %) | 8,5      | 16,1        | 9,7            |
| Logements vacants (en %)                                | 10,2     | 12,4        | 8,2            |

## Toponymie
Anciennes mentions : In vicaria Brivatensi, in villa Vezedoni (vers 1033), Ecclesia Vesedoni (XIe siècle), Parochia eccl. Vesedonensis (XIe siècle), Vesezon (XIe siècle), Veseon (1096), Vesunnum (1112), Vesedo (XIIe siècle), Capellanus de Veezo (vers 1260), Vezezon (1379), Vezasoux (1401), Veizezon (XVIIIe siècle), Vézézoux-Haut (cadastre).
Selon Albert Dauzat et Charles Rostaing, le toponyme Vézézoux dériverait du gallo-roman visu- (« digne ») ou vic- (« combat »), associé à dunum, signifiant « forteresse ».
D'après Xavier Delamarre, Vézézoux pourrait correspondre à Uissudūnon, c’est-à-dire « le fort de Vissus », un nom personnel signifiant « savoir », bien que cette hypothèse soit jugée peu probable. Une autre possibilité serait Vesu-dūnon, qui se traduirait par « bon [valable, digne] fort ».

## Histoire

### Antiquité
Comme le démontre la toponymie, il est envisageable que la fixation de l’habitat remonte à l'époque gauloise ou romaine. C'est le cas d'un hameau comme Marnat (nommé Marnac sur la carte de Cassini), qui sous-entendant la présence d'une villa gallo-romaine aux alentours du IIe siècle, appartenant à un Marnatus ou Marinus.
Les anciens du village affirment que jeunes, ils avaient trouvé des tessons de poterie typiquement gallo-romaines, et des pièces dans la rivière du Cé.

### Moyen Âge
Pas de château au Moyen Âge. On sait qu'une partie de Vézézoux appartenait en partie à la famille d'Arc, qui donnèrent leurs terres et les charges associées au monastère de Sauxillanges. Le village est donc à partir de cette date dirigé par des prieurs clunisiens.

### Époque moderne
Dans les collines de Vézézoux et de Marnat, on trouve les restes des carrières de pierre où l'on exploitait l'améthyste et la baryte (entre autres) au début du siècle dernier. Ces filons sont connus en fait depuis au moins la fin du XVIIe siècle, puisque le chanoine Pierre Audigier dans les années 1700 cite Serlandes et Marnat (Marnhac) comme site à améthystes. Quelques années plus tard, en 1729, la marquise d'Yolet, de Beaulieu, entreprend des actions au lieu-dit « la Garde » à Marnat dans le but d'exploiter des filons pour la bijouterie Le lieu-dit Pierre de bague rappelle cette histoire. Enfin, le renommée Louis-Guillaume le Monnier, alors en mission pour élaborer la carte de Cassini et collaborateur de l'Encyclopédie de Diderot et d'Alembert, passionné de géologie et de physique, cite lui-aussi les mines de Marnat.
Le long du ruisseau du Cé (ou du Say), dans le bas du village, existaient plusieurs moulins depuis au moins la Révolution française. La rivière était plusieurs fois dirigée dans des canalisations à ciel ouvert, qu'on nomme des béals, et alimentaient les moulins. Le moulin d'Albine, dont on a des mentions depuis le début du XVIIe siècle, était un moulin à farine. Une partie est encore intacte. Un autre, le moulin du Say, broyait au XIXe siècle la barytine présente en abondance dans les environs, pour exporter cette poudre à Paris par sapinières. Un troisième, le moulin des Poules, en fort mauvais état aujourd'hui, existait en 1828. Le principal béal qui a sa prise d'eau en bas du chemin menant à Boussac, alimentait le moulin des poules et le moulin du Say. Il est utilisé aujourd'hui par les promeneurs l'été, car ombragé par de magnifiques buis ; il abrite une partie d'une course d'orientation mise en place par la communauté de communes du pays d'Auzon en 2017 ; il accueille également une variante de la Via Arvernha, chemin vers Saint-Jacques-de-Compostelle reliant Clermont à Brioude.

## Politique et administration

### Découpage territorial
La commune de Vézézoux est membre de la communauté de communes Auzon Communauté, un établissement public de coopération intercommunale (EPCI) à fiscalité propre créé le 21 décembre 2000 dont le siège est à Auzon. Ce dernier est par ailleurs membre d'autres groupements intercommunaux.
Sur le plan administratif, elle est rattachée à l'arrondissement de Brioude, au département de la Haute-Loire, en tant que circonscription administrative de l'État, et à la région Auvergne-Rhône-Alpes.
Sur le plan électoral, elle dépend du canton de Sainte-Florine pour l'élection des conseillers départementaux, depuis le redécoupage cantonal de 2014 entré en vigueur en 2015, et de la deuxième circonscription de la Haute-Loire  pour les élections législatives, depuis le redécoupage électoral de 1986.

### Liste des maires
| Période                                  | Période    | Identité          | Étiquette | Qualité |
| ---------------------------------------- | ---------- | ----------------- | --------- | ------- |
| Les données manquantes sont à compléter. |            |                   |           |         |
| avril 2008                               | avril 2014 | Jacques Petrequin |           |         |
| avril 2014                               | En cours   | Didier Robert     |           |         |

### Tendances politiques et résultats
| Scrutin             | Scrutin             | 1er tour | 1er tour | 1er tour | 1er tour | 1er tour    | 1er tour | 1er tour | 1er tour | 1er tour | 1er tour | 1er tour | 1er tour | 2d tour | 2d tour | 2d tour | 2d tour | 2d tour | 2d tour |
| Scrutin             | Scrutin             | 1er      | 1er      | %        | 2e       | 2e          | %        | 3e       | 3e       | %        | 4e       | 4e       | %        | 1er     | 1er     | %       | 2e      | 2e      | %       |
| ------------------- | ------------------- | -------- | -------- | -------- | -------- | ----------- | -------- | -------- | -------- | -------- | -------- | -------- | -------- | ------- | ------- | ------- | ------- | ------- | ------- |
| Présidentielle 2017 | Présidentielle 2017 |          | LFI      | 24,93    |          | RN          | 20,73    |          | EM       | 22,57    |          | LR       | 13,91    |         | EM      | 62,95   |         | RN      | 37,05   |
| Présidentielle 2022 | Présidentielle 2022 |          | RN       | 33,00    |          | EM          | 20,94    |          | LFI      | 17,49    |          | REC      | 6,40     |         | RN      | 58,89   |         | EM      | 41,11   |
| Législatives 2022   | 2e                  |          | LR       | 58,76    |          | LFI (NUPES) | 16,79    |          | RN       | 11,68    |          | PR (ENS) | 5,47     |         | LR      | 74,79   |         | LFI     | 25,21   |
| Législatives 2024   | 2e                  |          | LR       | 45,05    |          | RN          | 38,74    |          | PS (NFP) | 11,54    |          | RE (ENS) | 4,40     |         | LR      | 56,20   |         | RN      | 43,80   |

## Population et société

### Démographie

#### Évolution démographique
L'évolution du nombre d'habitants est connue à travers les recensements de la population effectués dans la commune depuis 1793. Pour les communes de moins de 10 000 habitants, une enquête de recensement portant sur toute la population est réalisée tous les cinq ans, les populations de référence des années intermédiaires étant quant à elles estimées par interpolation ou extrapolation. Pour la commune, le premier recensement exhaustif entrant dans le cadre du nouveau dispositif a été réalisé en 2006.

En 2022, la commune comptait 631 habitants, en évolution de +7,31 % par rapport à 2016 (Haute-Loire : +0,36 %, France hors Mayotte : +2,11 %).
| 1793 | 1800 | 1806 | 1821 | 1831 | 1836 | 1841 | 1846 | 1851 |
| ---- | ---- | ---- | ---- | ---- | ---- | ---- | ---- | ---- |
| 410  | 405  | 453  | 431  | 386  | 427  | 703  | 436  | 568  |

| 1856 | 1861 | 1866 | 1872 | 1876 | 1881 | 1886 | 1891 | 1896 |
| ---- | ---- | ---- | ---- | ---- | ---- | ---- | ---- | ---- |
| 530  | 516  | 540  | 506  | 472  | 444  | 448  | 418  | 438  |

| 1901 | 1906 | 1911 | 1921 | 1926 | 1931 | 1936 | 1946 | 1954 |
| ---- | ---- | ---- | ---- | ---- | ---- | ---- | ---- | ---- |
| 483  | 486  | 409  | 316  | 332  | 291  | 276  | 264  | 308  |

| 1962 | 1968 | 1975 | 1982 | 1990 | 1999 | 2006 | 2011 | 2016 |
| ---- | ---- | ---- | ---- | ---- | ---- | ---- | ---- | ---- |
| 320  | 322  | 312  | 340  | 386  | 407  | 448  | 540  | 588  |

| 2021 | 2022 | - | - | - | - | - | - | - |
| ---- | ---- | - | - | - | - | - | - | - |
| 626  | 631  | - | - | - | - | - | - | - |

#### Pyramide des âges
La population de la commune est relativement jeune.
En 2018, le taux de personnes d'un âge inférieur à 30 ans s'élève à 32,3 %, soit au-dessus de la moyenne départementale (31 %). À l'inverse, le taux de personnes d'âge supérieur à 60 ans est de 26,7 % la même année, alors qu'il est de 31,1 % au niveau départemental.
En 2018, la commune comptait 304 hommes pour 302 femmes, soit un taux de 50,17 % d'hommes, légèrement supérieur au taux départemental (49,13 %).
Les pyramides des âges de la commune et du département s'établissent comme suit.
| Hommes | Classe d’âge | Femmes |
| ------ | ------------ | ------ |
| 1,0    | 90 ou +      | 0,3    |
| 5,7    | 75-89 ans    | 7,4    |
| 19,2   | 60-74 ans    | 19,6   |
| 18,6   | 45-59 ans    | 18,3   |
| 23,1   | 30-44 ans    | 22,0   |
| 12,9   | 15-29 ans    | 9,6    |
| 19,5   | 0-14 ans     | 22,7   |

| Hommes | Classe d’âge | Femmes |
| ------ | ------------ | ------ |
| 0,9    | 90 ou +      | 2,5    |
| 8,4    | 75-89 ans    | 11,7   |
| 20,4   | 60-74 ans    | 20,5   |
| 21,3   | 45-59 ans    | 20,3   |
| 16,8   | 30-44 ans    | 16,3   |
| 15,2   | 15-29 ans    | 13,2   |
| 17     | 0-14 ans     | 15,6   |

## Économie

### Revenus
En 2018, la commune compte 249 ménages fiscaux, regroupant 608 personnes. La médiane du revenu disponible par unité de consommation est de 21 620 € (20 800 € dans le département).

### Emploi
| Division       | 2008  | 2013  | 2018  |
| -------------- | ----- | ----- | ----- |
| Commune        | 6 %   | 6,2 % | 9,2 % |
| Département    | 6,3 % | 7,7 % | 7,7 % |
| France entière | 8,3 % | 10 %  | 10 %  |

En 2018, la population âgée de 15 à 64 ans s'élève à 361 personnes, parmi lesquelles on compte 79,7 % d'actifs (70,6 % ayant un emploi et 9,2 % de chômeurs) et 20,3 % d'inactifs,. En  2018, le taux de chômage communal (au sens du recensement) des 15-64 ans est supérieur à celui du département, mais inférieur à celui de la France, alors qu'il était inférieur à celui du département et de la France en 2008.
La commune fait partie de la couronne de l'aire d'attraction d'Issoire, du fait qu'au moins 15 % des actifs travaillent dans le pôle,. Elle compte 62 emplois en 2018, contre 40 en 2013 et 34 en 2008. Le nombre d'actifs ayant un emploi résidant dans la commune est de 257, soit un indicateur de concentration d'emploi de 23,9 % et un taux d'activité parmi les 15 ans ou plus de 60,8 %.
Sur ces 257 actifs de 15 ans ou plus ayant un emploi, 43 travaillent dans la commune, soit 17 % des habitants. Pour se rendre au travail, 90 % des habitants utilisent un véhicule personnel ou de fonction à quatre roues, 3,2 % les transports en commun, 2,8 % s'y rendent en deux-roues, à vélo ou à pied et 4 % n'ont pas besoin de transport (travail au domicile).

## Culture locale et patrimoine

### Lieux et monuments

#### L'église
La paroisse est mentionnée dès le XIe siècle par le cartulaire de Sauxillanges. En effet, l'église de Vézézoux dépendait de ce monastère clunisien, qui était l'une des cinq "abbaye filles" de Cluny. L'église était donc gérée à cette époque par des moines bénédictins.
Il est possible que ce fut une famille noble, les Arcs (Pierre, Bernard et Dalmacie), qui les premiers font construire l'église de Vézézoux au XIe siècle. Ils offrent au monastère une rente et des terres pour permettre l'entretien de l’Église, et la placent sous la protection du monastère clunisien de Sauxillanges.
De cette époque (peut-être XIIe siècle) datent les constructions romanes de l'église (nef et sa voûte, modillons de l'abside). L'époque gothique (XVe siècle) a marqué le clocher-porche et la voûte de l'abside. La nef est de trois travées sous voûte en berceau légèrement brisé, supportée par des doubleaux amortis par un double ressaut sur l'écoinçon des arcs latéraux de décharge, technique relativement rare en Velay. L'abside se compose d'une travée de chœur, rappelant sa destinée monastique, précédant l'abside proprement dite qui est à cinq pans sur les deux faces, sous voûte d'ogives établie, avec les fenêtres lancéolées, lors des constructions des XIVe et XVe siècles. Un porche sous ogives aurait été ajouté au XIVe siècle. Bases prismatiques et mascarons des ogives encadrent le portail.
Le tympan, mutilé à la Révolution, est orné d'une sculpture de la Vierge et de saint Jean. Le clocher a été exécuté dans la tradition des clochers issue des techniques architecturales de l'abbaye de la Chaise-Dieu.
L'église est aujourd'hui dédiée à saint Mary. Elle avait, avant le XIXe siècle, saint Préjet (saint Priest) comme titulaire. Ce martyr est né dans le village, fils d'une ancienne famille aristocratique gallo-romaine, il fut évêque d'Auvergne. Il sera assassiné à Volvic en 676.
L'occupation des sols ainsi que la christianisation de la colline sont attestés bien plus anciennement que l'installation de l'église au Moyen Âge.[réf. nécessaire]

#### Pourquoi l'église Saint-Mary?
Jusque dans les années 1850, l'église était placée sous le vocable de saint Préjet, évêque de Clermont et originaire du village. Mais en 1854, l'abbé Jean-Baptiste Gay est nommé prêtre de la paroisse. Il va payer de sa personne pour embellir son église et lui donner la renommée qu'il lui manque. Il va par exemple repeindre entièrement l'intérieur du chœur de son église, durant 10 ans. Cette peinture fut recouverte au XXe siècle par un enduit de ciment, qui aujourd'hui est en mauvais état car couvert de salpêtre. Il accueille également la mission du 23 avril 1876 à la suite de laquelle fut érigée la croix noire et dorée plantée sur l'extrémité de l'éperon rocheux où est bâtie l'église. C'est également lui qui remplace les anciens vitraux de l'abside par trois vitraux représentant la Sainte Famille.
Il décide également de placer dans l'église dont il est responsable une relique dont elle ne peut s’enorgueillir. Les reliques de saint Préjet étant inaccessibles (car disparues), il utilise un reliquaire de son trésor, une boîte en argent du XVIe siècle — estimée à plus de 200 francs lors de l'inventaire du 15 avril 1855 — mais vide... et part à la chasse aux reliques.
En quelques années, dans des circonstances mystérieuses, il va mettre la main sur cinq reliques, qu'il va placer dans le reliquaire : saint Félix (évêque de Bourges mort en 576), saint Amateur (évêque d'Auxerre au début du Ve siècle), saint Austremoine (d'Issoire), un morceau de pierre de la Sainte maison de Lorette, et un morceau d'os du crâne de saint Mary, évangélisateur de l'Alagnon.
C'est cette relique, la plus précieuse du reliquaire, qu'il va placer au centre de l'ensemble. En 1856, en commun accord avec les habitants de Vézézoux, l'église délaisse saint Préjet, et se place sous le vocable et la protection de saint Mary. Le reliquaire est aujourd'hui exposé dans la chapelle Saint-Mary de l'église de Vézézoux lors des journées du patrimoine ou lors de la fête patronale, le 8 juin.

### Hameaux
- Albine
- la Taupe
- le Say
- les Poules
- Marnat
- Verrerie Notre-Dame-du-Port.

### Personnalités liées à la commune
- Priest de Clermont (625-676), appelé ici Préjet, né à Vézézoux, évêque d'Auvergne au VIIe siècle.
- François Bardy (1744-1831), homme politique, député de la Haute-Loire.

### Le Grapau du Moulï
Le long de l'Estantole (ou du Say) s'alignaient des moulins jusqu'au XIXe siècle. Une légende orale met en scène le Grapau du moulï, génie des eaux du moulin. Il devait avoir la forme d'une grosse grenouille (grapau signifie « crapaud » en patois). Il vivait surtout en eau trouble, dans les roues attenantes au moulin (le moulin du Say en possédait au moins trois), sous les écluses, les barrages ou les meules. On disait que lorsque les roues fonctionnaient pleinement, c'était que le Grapau était assis en haut de la roue et l'aspergeait d'eau… Autrement dit, il mettait en mouvement la roue du moulin. Il pouvait même le réparer. Mais si jamais le meunier se disputait avec lui, il se vengeait. Ce fut le cas avec Luquette la meunière, qui refusa un jour d'alimenter le Grapau (il suffisait d'envoyer du pain et du vin dès les aubes des roues). Elle termina trois nuits plus tard mystérieusement noyée sous les pales de son moulin.

### La fouant de Saint Préjet
Un lieu-dit dans le bas du village conserve la mémoire d'une fontaine miraculeuse (fouant, en patois) dédié au premier saint protecteur de la paroisse : saint Préjet. Existait en ce lieu, aujourd'hui le long de la départementale, « une fontaine recouverte de maçonnerie de forme conique de 10m de longueur et de 5m de profondeur ». La tradition affirmait que « des guérisons y ont été opérées jadis, et que, en temps d'épidémie, on s'y rendait en pèlerinage pour y être conservé de la contagion. Saint Préjet était spécialement invoqué pour la guérison des paralytiques ».

### Le creux du moulin des poules
Une autre légende orale explique que le meunier du moulin des poules abusait de son âne, lui demandant chaque jour davantage. L'âne, éreinté à force de travail, tomba un jour raide mort dans son champs. Mais il se fit si lourd en mourant qu'il fut à l'origine de cette dépression visible dans le champ bordant le moulin des poules.